# احمد سلطان افشار
احمد سلطان افشار یک افسر قزلباش از ایل افشار بود که حاکم مناطق و بخش‌های مختلف خراسان در زمان صفوی بود.
وی ابتدا به عنوان حاکم هرات منصوب گشت و بعدها در سال ۱۵۱۶ میلادی در مقابل شاهزاده تیموری محمد زمان میرزا جنگید که بلخ را گرفته بود. وی در سال‌های ۱۵۲۰ تا ۱۵۲۱ میلادی به عنوان حاکم طوس و مشهد منصوب شد. در سال ۱۵۲۲ میلادی احمد سلطان به دستور حاکم جدید هرات دورمیش‌خان شاملو به عنوان حاکم بخش‌های مختلف منصوب گشت.
احمد سلطان بعدها در نبرد جم در سال ۱۵۲۸ در برابر ازبک‌ها شرکت نمود که پس از آن احمد سلطان از منابع ناپدید می‌شود و سرنوشت وی ناشناخته است.